# Siwutsch
Siwutsch (russisch Сивуч ‚Seelöwe‘) war der Name eines seegehenden Kanonenbootes der Kaiserlichen Russischen Marine. 1884 in Dienst gestellt, kam es im Fernen Osten zum Einsatz. Während des Russisch-Japanischen Krieges wurde es von der Besatzung gesprengt.

## Geschichte
Die Siwutsch war das zweite Boot einer Klasse von zwei Booten, Typschiff war die Bobr.
Das Boot wurde am 15. April 1884 bei der Bergsund-Werft in Stockholm auf Kiel gelegt, der Stapellauf erfolgte am 21. Juli 1884. In Dienst gestellt wurde die Siwutsch schließlich am 28. Oktober 1884.
Nach dem Abschluss der Abnahme- und Ausbildungsfahrten verlegte das Boot 1886 in den Fernen Osten zum russischen Pazifikgeschwader in Wladiwostok. Im Folgejahr nahm die Siwutsch an einer Forschungsfahrt zur Vermessung der Murawjow-Insel im Japanischen Meer teil. Die Insel wurde nach einem Mitglied der Besatzung, Leutnant Alexander Petrowitsch Murawjow, benannt.
Im Juli 1891 besuchte die Siwutsch Siam im Rahmen einer diplomatischen Mission. Dabei übergab der Kommandant des Bootes, Kapitän 2. Ranges Plaxin, dem siamesischen König Chulalongkorn den ihm verliehenen russischen Orden des Heiligen Andreas des Erstberufenen und einen persönlichen Brief des russischen Kaisers Alexander III. Plaxin selbst wurde mit dem siamesischen Orden des Weißen Elefanten der 2. Stufe ausgezeichnet.
Am 8. Dezember 1897 nahm das Boot an der Besetzung des chinesischen Hafens Lüta teil. Der Hafen wurde 1897 bis 1905 an Russland verpachtet und erhielt den Namen Dalni (Дальний, für fern wegen der Lage im Fernen Osten). Ab dem 5. Juni 1900 war das Boot an der Verlegung von Truppen während des Boxer-Aufstandes beteiligt. Dabei transportierte es Verstärkungskräfte für die auf der Halbinsel Tientsin operierenden russischen Truppen unter Oberst Anissimow (Анисимов).
Zu Beginn des Russisch-Japanischen Krieges befand sich das Boot zur Instandsetzung im Hafen von Yingkou. Nach dem Rückzug der russischen Truppen aus der Hafenstadt fuhr das Boot den Liao He stromaufwärts. Da keine Aussicht bestand, zu den russischen Flottenkräften in Port Arthur oder Wladiwostok durchzubrechen, sprengte die Besatzung am 20. Juli 1904 das Boot, um es nicht in feindliche Hände fallen zu lassen.